# Hippodrome de Wallonie
 (avril 2025).
Si vous disposez d'ouvrages ou d'articles de référence ou si vous connaissez des sites web de qualité traitant du thème abordé ici, merci de compléter l'article en donnant les références utiles à sa vérifiabilité et en les liant à la section « Notes et références ».
L'Hippodrome de Wallonie est le seul site de courses hippiques belge situé en Wallonie. Il est installé sur le site du « Bois Brûlé » à Ghlin, une section de commune de Mons. La société qui organise les compétitions de trot et de galop sur ce champ de courses a été fondée en décembre 1999.
L'hippodrome de Wallonie dispose de deux pistes pour accueillir les courses :
- une piste en sable fibré de 1 400 mètres réservée aux courses de plat ;
- une piste en « dur » aux virages relevés, longue de 1 100 mètres, consacrée au trot.

L'épreuve majeure de la saison est le Grand Prix de Wallonie.